# Diego Fuser
Diego Fuser (* 11. listopad 1968 Venaria Reale) je bývalý italský fotbalový záložník.

## Klubová kariéra
Hráčskou kariéru začal v Turíně, kde hrál do roku 1989. Poté byl prodán za 7 miliard lir do Milána se kterým slavil v první sezoně zisk evropského superpoháru (1989), Interkontinentálního poháru (1989) a také pohár PMEZ 1989/90. V následující sezonu strávil ve Fiorentině, kde byl poslán na hostování. Po roce se vrátil k Rossoneri a slavil zisk titulu v lize (1991/92).
Po zisku titulu byl prodán do Lazia za 7 miliard lir. V klubu strávil šest sezon a za tuhle dobu odehrál celkem 242 utkání a vstřelil 42 branek. Získal s klubem vítězství v italském poháru (1997/98). Také hrál neúspěšné finále Poháru UEFA (1997/98).
V roce 1998 byl prodán do Parmy. Zde si vynahradil prohrané finále v Poháru UEFA. S Parmou se stal vítězem téhle trofeje v sezoně 1998/99. Také vyhrál Italský pohár (1998/99) a Italský superpohár (1999). Za Parmu odehrál za tři sezony celkem 120 utkání a vstřelil 10 branek.
V roce 2001 odešel hrát do Říma, kde působil dvě sezony. Za tuhle dobu získal Italský superpohár (2001). Poté hrál jeden rok za druholigový Turín a v letech 2004 až 2008 hrál v nižší ligu za Canelli. Kariéru ukončil v roce 2012 v Colline Alfieri ve věku 44 let.

## Hráčská statistika
| Sezóna  | Klub            | Liga       | Liga   | Liga | Ligové poháry | Ligové poháry | Ligové poháry | Kontinentální poháry | Kontinentální poháry | Kontinentální poháry | Celkem | Celkem |
| Sezóna  | Klub            | Soutěž     | Zápasy | Góly | Soutěž        | Zápasy        | Góly          | Soutěž               | Zápasy               | Góly                 | Zápasy | Góly   |
| ------- | --------------- | ---------- | ------ | ---- | ------------- | ------------- | ------------- | -------------------- | -------------------- | -------------------- | ------ | ------ |
| 1986/87 | Turín           | Serie A    | 3      | 0    | IP            | 1             | 0             | UEFA                 | 1                    | 0                    | 5      | 0      |
| 1987/88 | Turín           | Serie A    | 16     | 0    | IP            | 10            | 0             | -                    | 0                    | 0                    | 26     | 0      |
| 1988/89 | Turín           | Serie A    | 30     | 4    | IP            | 8             | 0             | -                    | 0                    | 0                    | 38     | 4      |
| 1989/90 | Milán           | Serie A    | 20     | 2    | IP            | 7             | 0             | PMEZ+ES+IP           | 2+2+1                | 0                    | 32     | 2      |
| 1990/91 | Fiorentina      | Serie A    | 32     | 8    | IP            | 6             | 1             | -                    | 0                    | 0                    | 38     | 9      |
| 1991/92 | Milán           | Serie A    | 15     | 4    | IP            | 7             | 0             | -                    | 0                    | 0                    | 22     | 4      |
| 1992/93 | Lazio           | Serie A    | 33     | 10   | IP            | 5             | 1             | -                    | 0                    | 0                    | 38     | 11     |
| 1993/94 | Lazio           | Serie A    | 28     | 2    | IP            | 1             | 0             | UEFA                 | 2                    | 0                    | 31     | 2      |
| 1994/95 | Lazio           | Serie A    | 32     | 5    | IP            | 6             | 1             | UEFA                 | 7                    | 1                    | 45     | 7      |
| 1995/96 | Lazio           | Serie A    | 32     | 6    | IP            | 4             | 0             | UEFA                 | 3                    | 0                    | 39     | 6      |
| 1996/97 | Lazio           | Serie A    | 31     | 4    | IP            | 3             | 0             | UEFA                 | 4                    | 2                    | 38     | 6      |
| 1997/98 | Lazio           | Serie A    | 32     | 8    | IP            | 9             | 1             | UEFA                 | 10                   | 1                    | 51     | 10     |
| 1998/99 | Parma           | Serie A    | 32     | 7    | IP            | 7             | 0             | UEFA                 | 9                    | 0                    | 48     | 7      |
| 1999/00 | Parma           | Serie A    | 28     | 3    | IP+IS         | 1+1           | 0             | LM+UEFA              | 2+3                  | 0                    | 35     | 3      |
| 2000/01 | Parma           | Serie A    | 26     | 0    | IP            | 4             | 0             | UEFA                 | 6                    | 0                    | 36     | 0      |
| 2001/02 | Řím             | Serie A    | 12     | 2    | IP+IS         | 3+1           | 0             | LM                   | 3                    | 0                    | 19     | 2      |
| 2002/03 | Řím             | Serie A    | 3      | 0    | IP            | 2             | 0             | LM                   | 2                    | 0                    | 7      | 0      |
| 2003/04 | Turín           | Serie B    | 29     | 2    | IP            | 0             | 0             | -                    | 0                    | 0                    | 29     | 2      |
| 2004/05 | Canelli         | Eccellenza | 17     | 2    | -             | 0             | 0             | -                    | 0                    | 0                    | 17     | 2      |
| 2005/06 | Canelli         | Eccellenza | 25     | 11   | -             | 0             | 0             | -                    | 0                    | 0                    | 25     | 11     |
| 2006/07 | Canelli         | Serie D    | 23     | 8    | -             | 0             | 0             | -                    | 0                    | 0                    | 23     | 8      |
| 2007/08 | Canelli         | Eccellenza | 25     | 9    | -             | 0             | 0             | -                    | 0                    | 0                    | 25     | 9      |
| 2008/09 | Saviglianese    | Promozione | 23     | 6    | -             | 0             | 0             | -                    | 0                    | 0                    | 23     | 6      |
| 2009    | Canelli         | Eccellenza | 12     | 1    | -             | 0             | 0             | -                    | 0                    | 0                    | 12     | 1      |
| 2009/10 | Nicese          | Eccellenza | 10     | 4    | -             | 0             | 0             | -                    | 0                    | 0                    | 10     | 4      |
| 2012    | Colline Alfieri | Promozione | 2      | 0    | -             | 0             | 0             | -                    | 0                    | 0                    | 2      | 0      |
| Celkem  | Celkem          | Celkem     | 571    | 108  | -             | 87            | 4             | -                    | 57                   | 4                    | 715    | 116    |

## Reprezentační kariéra
Za Itálii odehrál 25 utkání a vstřelil 3 branky. První utkání odehrál 24. února 1993 proti Portugalsku (1:3). Trenér Arrigo Sacchi jej nominoval na ME 1996, kde odehrál všechna tři utkání. Poslední utkání odehrál 29. března 2000 proti Španělsku (0:2).

### Statistika na velkých turnajích
| Reprezentace | Rok     | Zápasy             | Zápasy | Zápasy  | Zápasy           | Zápasy           | Zápasy   |
| Reprezentace | Rok     | Fáze turnaje       | Datum  | Soupeř  | Odehraných minut | Vstřelené branky | Výsledek |
| ------------ | ------- | ------------------ | ------ | ------- | ---------------- | ---------------- | -------- |
| Itálie       | ME 1996 | 1 zápas ve skupině | 11. 6. | Rusko   | 28               | 0                | 2:1      |
| Itálie       | ME 1996 | 2 zápas ve skupině | 14. 6. | Česko   | 90               | 0                | 1:2      |
| Itálie       | ME 1996 | 3 zápas ve skupině | 19. 6. | Německo | 81               | 0                | 0:0      |

## Úspěchy

### Klubové
- 1× vítěz italské ligy (1991/92)
- 2× vítěz italského poháru (1997/98, 1998/99)
- 2× vítěz italského superpoháru (1999, 2001)
- 1× vítěz Ligy mistrů (1989/90)
- 1× vítěz Poháru UEFA (1998/99)
- 1x vítěz evropského superpoháru (1989)
- 1× vítěz Interkontinentální pohár (1989)

### Reprezentační
- 1× na ME (1996)
- 1× na ME 21 (1990 – bronz)